# Kurt Ballou

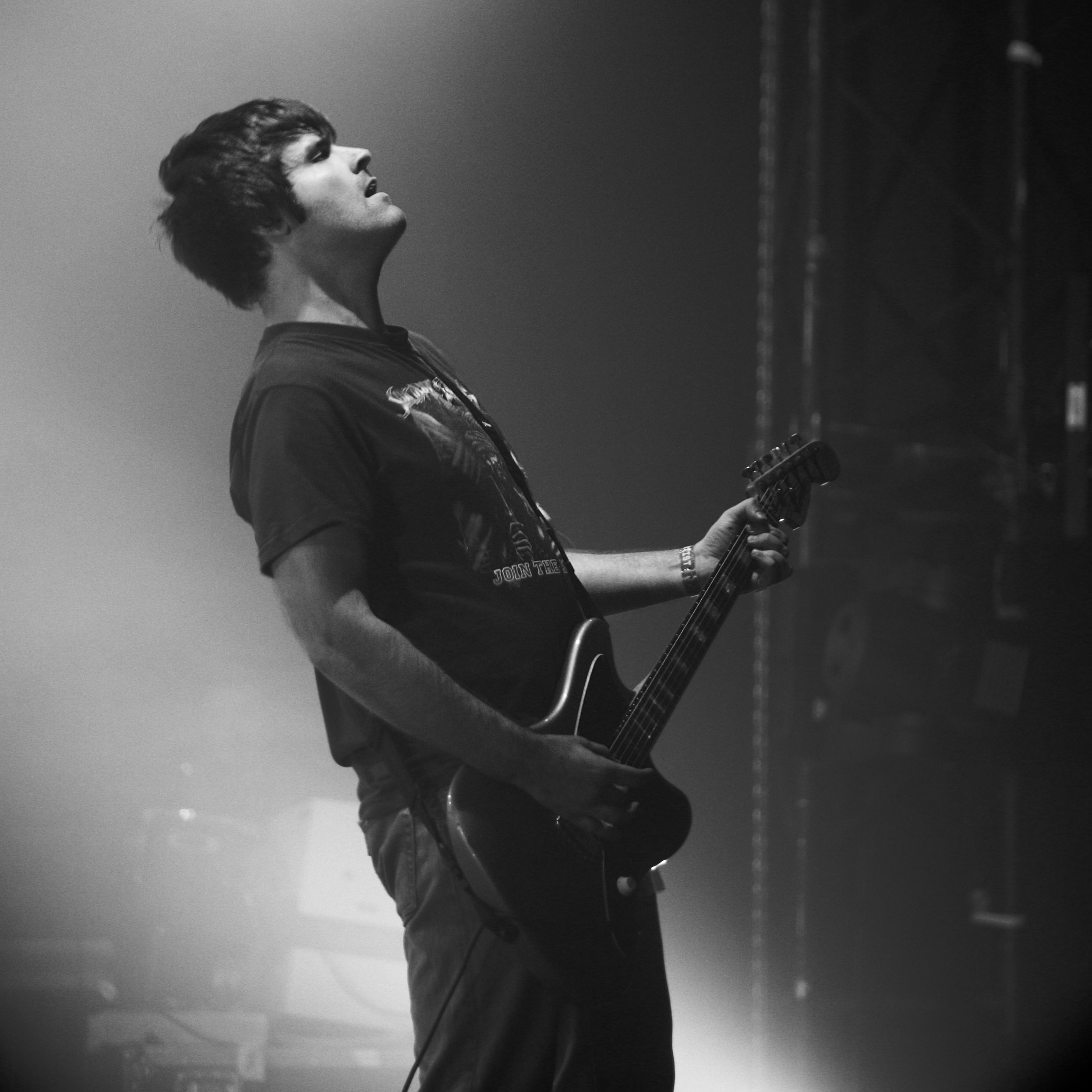
Ballou bei einem Auftritt mit Converge im Jahr 2007

Kurt Ballou (* 1. Februar 1974 in Massachusetts) ist ein US-amerikanischer Musiker und Musikproduzent.
Ballou ist seit 1990 als Gitarrist der von ihm mitgegründeten Metalcore-Band Converge aktiv. Mitte bis Ende der 1990er war er zudem Teil der Punkband The Huguenots und des Nebenprojekts Kid Kilowatt. Von 1999 bis 2002 spielte er zusätzlich in der Rockgruppe Blue/Green Heart.
Im Jahr 1998 eröffnete Ballou mit GodCity Studio sein eigenes Tonstudio in Salem (Massachusetts). Hier produziert er zumeist Bands aus dem extremen Musikbereich, daneben zeichnet er für die Produktion der meisten Alben seiner eigenen Bands verantwortlich.
Kurt Ballou leidet unter einer chronischen Sehnenscheidenentzündung und kann deshalb live nur unter großen Schmerzen auftreten. Ballou lebt vegan und ist Straight Edge.

## Diskografie (Auswahl)

### Mit Converge
- 1994: Halo in a Haystack
- 1996: Petitioning the Empty Sky
- 1998: When Forever Comes Crashing
- 2001: Jane Doe
- 2004: You Fail Me
- 2006: No Heroes
- 2009: Axe to Fall
- 2012: All We Love We Leave Behind
- 2017: The Dusk in Us
- 2021: Bloodmoon: I

### Mit The Huguenots
- 1998: The Huguenots (EP)
- 2007: Discography

### Mit Kid Kilowatt
- 2004: Guitar Method

### Mit Blue/Green Heart
- 2001: Self Esteem Through Modern Science (EP)

### Als Gastmusiker
- 1998: Cave In – Until Your Heart Stops
- 2000: Supermachiner – Rise of the Great Machine
- 2002: Nationale Blue – A Different Kind of Listening
- 2002: Curl Up and Die – Unfortunately, We’re Not Robots
- 2004: Old Man Gloom – Christmas
- 2005: New Idea Society – You Are Awake or Asleep
- 2007: Pygmy Lush – Bitter River
- 2007: Trap Them – Sleepwell Deconstructor
- 2008: Genghis Tron – Board Up the House
- 2008: Torche – Meanderthal
- 2008: Pygmy Lush – Mount Hope

### Als Produzent
- 1999: Orchid – Chaos is Me
- 1999: Isis – The Red Sea
- 2000: American Nightmare – American Nightmare
- 2001: Pg. 99 – Document #8
- 2001: Piebald – Piebald
- 2002: Drowningman – Best Record Ever
- 2003: Beecher – Breaking the Fourth Wall
- 2003: Since By Man – We Sing the Body Electric
- 2004: Scars of Tomorrow – Rope Tied to the Trigger
- 2004: Champion – Promises Kept
- 2005: Transistor Transistor – Erase All Name and Likeness
- 2005: Modern Life Is War – Witness
- 2006: The Hope Conspiracy – Death Knows Your Name
- 2007: Blacklisted – Peace on Earth, War on Stage
- 2007: The Ghost of a Thousand – This is Where the Fight Begins
- 2007: I Hate Sally – Don’t Worry Lady
- 2007: 108 – A New Beat from a Dead Heart
- 2007: Kruger – Redemption Through Looseness
- 2008: Disfear – Live the Storm
- 2008: Misery Index – Traitors
- 2008: Have Heart – Songs to Scream at the Sun
- 2009: Lewd Acts – Black Eye Blues
- 2009: Doomriders – Darkness Come Alive
- 2010: Kvelertak – Kvelertak
- 2010: All Pigs Must Die – All Pigs Must Die
- 2011: Today Is the Day – Pain is a Warning
- 2012: High on Fire – De Vermis Mysteriis
- 2013: Oathbreaker – Eros/Anteros
- 2013: Toxic Holocaust – Chemistry of Consciousness
- 2014: Every Time I Die – From Parts Unknown
- 2014: Code Orange – I Am King
- 2014: Old Man Gloom – The Ape of God
- 2014: Iron Reagan – The Tyranny Of Will
- 2015: Hamlet – La Ira
- 2015: Four Year Strong – Four Year Strong
- 2015: Mutoid Man – Bleeder
- 2016: Russian Circles – Guidance
- 2016: The Dillinger Escape Plan – Dissociation
- 2017: Darkest Hour – Godless Prophets & the Migrant Flora
- 2017: Chelsea Wolfe – Hiss Spun
- 2017: Iron Reagan – Crossover Ministry